# 1832 в Україні

## Особи

### Народились
- 12 січня, Милорадович Єлизавета Іванівна (1832—1890) — українська громадська діячка і меценатка.
- 8 лютого, Терещенко Федір Артемійович (1832—1894) — український підприємець, меценат, колекціонер, почесний громадянин міста Києва.
- 11 березня, Казас Ілля Ілліч (1832—1912) — караїмський просвітитель, педагог і поет.
- 2 липня, Платон Костецький (1832—1908) — львівський (український і польський) журналіст, поет, громадський діяч.
- 15 липня, Романович-Славатинський Олександр Васильович (1832—1910) історик права, професор державного права Київського університету.
- 1 серпня, Домінік Зброжек (1832—1889) — львівський астроном, геодезист, метеоролог, педагог, організатор науки і освіти, член Краківської академії наук і ремесел і регіональний політик.
- 31 серпня, Агапій Гончаренко (1832—1916) — відомий український священик, правозахисник та громадський діяч, один із перших українських політичних емігрантів.
- 1 вересня, Поль Олександр Миколайович (1832—1890) — український дослідник-археолог, верхньодніпровський поміщик, шляхтич, краєзнавець і підприємець, меценат і громадський діяч.
- 22 вересня, Ренненкампф Микола Карлович (1832—1899) київський правник, професор та ректор Київського імператорського університету св. Володимира, київський міський голова у 1875—1879 роках.
- 26 вересня, Сокальський Петро Петрович (1832—1887) — композитор, громадський діяч і журналіст. Організував Товариство аматорів музики (пізніше — Одеське філармонічне товариство).
- 12 жовтня, Стебницький Ієронім Іванович (1832—1897) — географ-топограф, член-кореспондент Петербурзької Академії наук та керував топографічними експедиціями в Закавказзі, Середній Азії, Туреччині та Ірані, начальник Військово-топографічного відділу Головного штабу російської армії, генерал від інфантерії.
- 31 жовтня, Сарницький Климент Кароль (1832—1909) — греко-католицький діяч, священик-василіянин, професор біблійних наук Львівського Університету (4 рази декан богословського факультету і двічі ректор — 1880—1881 і 1889—1890).
- 14 грудня, Гатцук Олексій Олексійович (1832—1891) — російський і український журналіст і археолог. Член Московського археологічного товариства.
- Бек Петро Вільгельмович (1832—1902) — головний управляючий всіх підприємств родини Терещенків.
- Білінський Григорій Іассонович (1832—1893) — священик, голова Золотоніського повітового відділення Полтавської єпархіальної училищної ради.
- Борзенков Яків Андрійович (1832—1884) — російський анатом і фізіолог, дарвініст.
- Константинович Олександр Петрович (1832—1903) — генерал-лейтенант російської армії.
- Лобойко Костянтин Іванович (1832—1904) — український і польський актор, антрепренер, балетмейстер і фотограф.
- Давид-Бер Натанзон (1832—1916) — єврейський літературознавець, журналіст, видавець.
- Никифоров Василь Миколайович (1832—1908) — православний священик, краєзнавець, дослідник історії міста Олександрії та Олександрійщини.
- Олександр (Попович) (1832—1870) — священик, літератор, громадський діяч Буковини.
- Струтинський Антін — галицький громадський діяч, священик УГКЦ, один з головних пропагаторів братств тверезості у 1870-1890-х роках.
- Шанковський Амвросій Петрович (1832—1906) — — греко-католицький священик, галицький громадський діяч і публіцист, учитель середніх шкіл, почесний громадянин міста Коломиї.

### Померли
- Петер Крауснекер (1766—1832) — австрійський лікар, професор, керівник кафедри анатомії (1791—1803) і ректор Львівського університету (1823—1824).
- Стемпковський Іван Олексійович (1789—1832) — археолог і краєзнавець.

## Засновані, створені
- Київський навчальний округ
- Чернівецький міський магістрат
- Друкарня Тришкана
- Рівненська чоловіча гімназія
- Церква святого апостола Івана Богослова (Конопківка)
- Церква святої великомучениці Параскеви П'ятниці (Ліщанці)
- Церква Різдва Христового (Підгір'я)
- Біловеж
- Вишневе (Коростенський район)
- Георгіївка (Верхньорогачицький район)
- Кальчинівка (Нікольський район)
- Луганське (Розівський район)
- Михайлівка (Верхньорогачицький район)
- Ройлянка (Саратський район)

## Видання, твори
- Вечори на хуторі біля Диканьки
- Сорочинський ярмарок (повість)